# معتمدية القطار
معتمدية القطار إحدى معتمديات الجمهورية التونسية، تابعة لولاية قفصة. يوجد بها أحد أقدم المواقع التّاريخيّة ذات الطّابع الديني بالعالم. ولعلّ دراسة مستفيضة لذلك المَعْلَم إضافة إلى تدقيق تاريخ بناء مسجد «نشّيو» لهي من أوكد ما يجب التّعجيل به لإعادة صياغة تاريخ الجهة.
تقع معتمدية القطار في الجنوب الشرقي لولاية قفصة تحيط بها معتمديات بلخير والقصر والمظيلة وتمسح تقريبا 90000 هك ويسكنها قرابة 24900 ساكن وهي تنقسم إلى ست عمادات القطار الغربية القطار الشرقية، الأرطس، العنق، الساكت، بئر سعد. أهم المنتوجات الفلاحية بالمنطقة التمور والفستق والزيتون وبعض الخضراوات. توجد بالقطار واحة نخيل تنتج أنواع متعدّدة من التمور ذات جودة عالية وكانت قديما تسقى من عيون تنبع من جبل عرباط (27 عين ماء جارية بدون انقطاع) نضبت كلها منذ عدة سنوات.